# Northenden
Northenden är en ort i distriktet Manchester, i grevskapet Greater Manchester, i England. Denna ward hade 15 064 invånare år 2021. Northenden var en civil parish fram till 1931 när blev den en del av Manchester. Denna civil parish hade 3 236 invånare år 1921. Byn nämndes i Domedagsboken (Domesday Book) år 1086, och kallades då Norwordine.